# 구사야

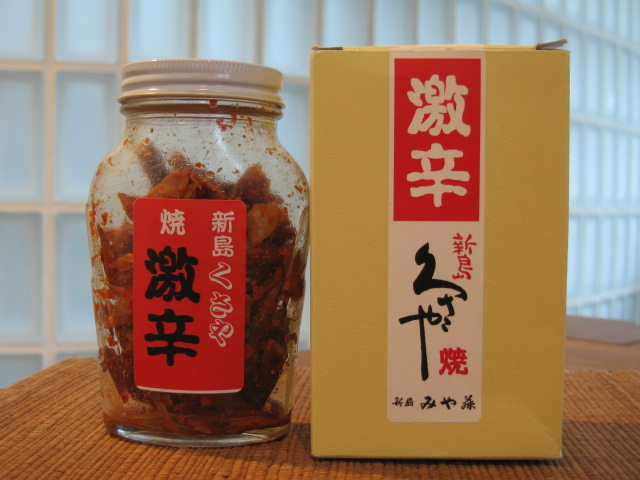
니지마섬의 쿠사야

구사야(일본어: くさや 쿠사야[*])란 어류를 건어물로 만든 것 중 하나로 이즈 제도의 특산품으로 알려져있다. 신선한 생선을 구사야 액이라는 어장과 비슷한 독특한 풍미를 갖고 있는 액에 배어 들게 한 후에 햇빛에 말린다. 발효식품의 일종으로 치는 경우도 있지만 발효하는 것은 생선이 아닌 쿠사야액이다.

## 특징
구사야는 신선한 가라지, 날치, 마히마히 등의 물고기를 사용한 건어물로 이즈제도에서 생산량이 가장 높다.
맛은 짜면서도 순하며 먹으면서 느껴질 정도의 염분은 높지 않다.(구사야액의 염분농도는 높아봤자 13%정도다.) 최근에는 몸에 좋은 식품으로 관동 지방을 중심으로 출하되고 있다. 그 개성 강한 맛은 '島焼酎'라고 하는 이즈 제도의 소주나 (젖산이 많음.) 사케에 잘 맞는다.
배를 딴 신선한 생선을 '구사야 액'(구사야 즙이라고도 함)이라는 것에다가 8~20시간 정도 담가두고 구사야 액이 잘 배면 담수에 세정하고 햇볕에 1~2일 정도 말린다. 일반적인 건어물 제조처럼 햇볕 뿐이 아닌 건조기등에 강제건조를 하는 경우도 있다. 출하할 때는 독특한 냄새가 새나오지 않기 위해 진공 팩 같은 것에 넣어둔다.
외국의 음식중에는 염수나 마르, 와인, 브랜디 등의 액체를 정기적으로 사용해서 숙성한 '워시치즈'와 만드는 법이 상당히 비슷하며 독특한 냄새도 쿠사야와 비슷하다.

## 역사
구사야는 오랜 역사를 지니고 있는 식품으로 에도 시대 때는 진상품으로 올려졌다는 기록이 남아 있다. 정확한 발상지는 모르지만 이즈 제도에서는 니지마섬을 원조로 보는 설이 가장 유력하며 하치조섬의 구사야 제조업자 단체인 하치조섬 수산가공업 협동조합은 '하치조섬의 구사야 제조는 니지마섬의 구사야 액을 받아서 시작된 것이다.'라고 한다. 지금은 이즈 제도의 각 섬에서 제조되고 있으며 특히 니지마섬과 하치조섬의 것이 좋은 평가를 받는다.
구사야라는 말은 에도시대 때 에도(현재의 도쿄)의 우오가시(어시장)에서 'くさいからクサヤ'(쿠사이카라쿠사야, 구리니까 구리구리(의역)) 라고하는 이름이 쓰였다하는 설이 있고 언제부터 부르기 시작했는지는 알 수 없다.

## 기원
당초에는 단순히 소금물에 담근 생선을 말린 것으로 추정된다. 소금물을 여러번 사용하여, 건어물을 만들 때 거기에 물고기의 성분 등이 축적되고 미생물 등이 활동함으로써 현재의 쿠사야 액의 기초가 되었다고 여겨진다.

### 배경
이즈 제도는 급경사 지역이 많아서 밭이나 논이 적었다. 그 대신에 이즈제도는 소금이라는 특산물이 있었기 때문에 에도 막부는 쌀의 대용으로 소금을 해마다 진상하라는 명령을 내렸다.(염연공, 塩年貢). 쌀을 바치는 마을의 사람이 전부 만들어 내야 하는 것과 같은 양을 이즈 제도의 사람들도 소금을 섬의 모든 사람이 만들어야할 정도로 냈다. 당연하겠지만 소금은 굉장히 귀중한 것이여서 예전부터 소금을 훔치거나 독점 하려고 하면 그 일가를 박살내버리는 엄격한 법을 실시했었다.

### 구사야의 원형
이즈 제도에서는 소금 만들기 말고는 물고기 잡기를 했다. 낚은 물고기를 에도(도쿄)까지 옮길 때는 소금에 절여서 건어물로 하는 편이 좋았지만 귀중한 소금을 많이 쓸 수는 없었다. 그래서 섬 주민들은 시행착오를 거친 후 소금물에 절여 두어서 말리는 방법을 생각해 냈다. 절일 때마다 소금물을 바꾸고 싶었지만 소금은 귀했기 때문에 할 수 없이 소금물을 여러번 사용했다. 만들어진 건어물은 언뜻 보면 상한 것 같았지만 먹어보니 맛있었기에 이것이 널리 퍼졌다는 설이 있다.

## 구사야 액

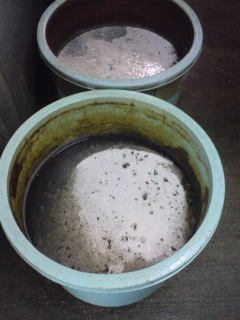
하치조섬의 구사야 액

구사야 액은 다갈색의 찰기가있는 액체로 액젓에 가까운 풍미를 지니고있다.아세트산, 프로펜 등 몇가지의 유기산과 에스터류가 특징적인 향을 내뿜는다.
오랜기간에 걸쳐서 스며든 물고기의 성분을 다시로 쓰기 때문에 숙성 까지는 상당한 시간이 걸린다. 그 중에는 400년 가까이 사용되고 있는 것도 있다. 소금을 추가해서 현재에 새로 만들어지고 있는 것은 거의 없다. 그 때문에 제조업자는 이 액을 가보로 하며, 맛 내는 법이나 소금의 첨가여부에 따라서 맛이 달라지기 때문에 구사야 액의 제조는 집마다 비밀로 이어져 내려오고 있다. 구사야의 냄새와 맛은 섬마다는 물론 집마다도 차이가 있다. '원조'란 칭호에 걸맞게 일반적으로는 니지마섬의 것이 가장 냄새가 강하다고 말한다. 또 이즈제도의 일반 가정에서도 대대로 구사야 액을 전수받아서 잇고 있는데, 가정에서 구사야를 만들고 있는 집도 있으며 옛날에는 시집갈 때 혼수 중 하나이기도 했다.
또 비타민, 아미노산 등이 상당히 풍부히 가미돼 있어서 항균작용도 한다. 그 때문에 몸에 좋으며 예전부터 의료체제 정비가 늦었던 이즈 반도에서는 상처를 입거나 몸 상태가 안좋을 때마다 약 대신에 쿠사야액을 상처 부위에 칠하거나 마시거나 했다고도 한다.

## 조리
통상적인 건어물과 같은 방식의 조리지만 가열하면 엄청난 냄새가 확산되기 때문에 근처에 피해를 주지 않도록 충분히 주의해서 조리할 필요가 있다.
각 도(各島)의 특산품으로, 또 본토(혼슈)의 평범한 슈퍼마켓에서도 구운 채로 병 통조림 및 진공 팩에 넣어서 판매하고 있다. 이런 경우는 구입 후에 조리할 필요가 없다.

## 그 외
- 주요 산지 중 하나인 도쿄도 니지마촌에는 쿠사야 가공단지가 있고 그 주소지는 '도쿄 도 니지마 촌 혼손(本村) 아자(字) 쿠사야노사토(くさやの里)'이다. 현재는 오가사와라 제도의 지치지마 섬에서도 생산되고 있다.
- 미야케섬에서의 구사야 제조는 2000년의 미야케섬 분화에 의한 섬 전체 주민의 피난 때문에 엄청난 타격을 입었지만 일부 제조자는 요 몇 해 사이에 섬에 되돌아온 후 니지마의 제조자에게서 구사야 액을 제공받아서 쿠사야 제조를 재개하고 있다.

## 역한 냄새를 내는 대표적인 음식들의 역한 정도
- 수르스트룀밍…8070Au
- 삭힌 홍어회…6230Au
- 에피큐어 치즈 (통조림 치즈)…1870Au
- 키비악…1370Au
- 구사야　구운 후…1267Au、굽기 전…447Au
- 취두부…420Au
- 두리안
- 붕어초밥

숫자는 앨러배스터 단위(Au)임.

## 관련 서적
- 「くさいはうまい」 고이즈미 다케오 毎日新聞社 2003년 7월 ISBN 978-4-620-31635-2
- 「発酵は力なり」고이즈미 다케오 日本放送出版協会 2004년 5월 ISBN 4-14-084183-4